# Stichopogon abdominalis
Stichopogon abdominalis là một loài ruồi trong họ Asilidae. Stichopogon abdominalis được Back miêu tả năm 1909. Loài này phân bố ở vùng Tân Bắc giới.